# Marcipa acuta
Marcipa acuta är en fjärilsart som beskrevs av Louis Beethoven Prout 1927. Marcipa acuta ingår i släktet Marcipa och familjen nattflyn. Inga underarter finns listade i Catalogue of Life.